# I Love You (フジファブリックのアルバム)
『I Love You』（アイラブユー）は、フジファブリックの11thアルバム。

## 概要
フルアルバムとしては2年ぶりである本作は、デビュー16年目にして初めて「愛」をテーマに制作された。2019年にリリースされた「オーバーライト」「ゴールデンタイム」は未収録となっている。9曲中6曲にMVが制作されている。

## 収録曲
- 全編曲：フジファブリック

| #         | タイトル                                                  | 作詞         | 作曲         | 時間  |
| --------- | --------------------------------------------------------- | ------------ | ------------ | ----- |
| 1.        | 「LOVE YOU」                                              |              | 山内総一郎   | 1:58  |
| 2.        | 「SHINY DAYS」                                            | 山内総一郎   | 山内総一郎   | 3:52  |
| 3.        | 「赤い果実（feat.JUJU）」                                 | 山内総一郎   | 山内総一郎   | 4:39  |
| 4.        | 「たりないすくない（feat.幾田りら）」                     | 加藤慎一     | 加藤慎一     | 3:13  |
| 5.        | 「楽園」(テレビアニメ『Dr.STONE』第2代オープニングテーマ) | 金澤ダイスケ | 金澤ダイスケ | 3:46  |
| 6.        | 「Dear」                                                  | 金澤ダイスケ | 金澤ダイスケ | 3:42  |
| 7.        | 「あなたの知らない僕がいる（feat.秦基博）」               | 山内総一郎   | 山内総一郎   | 5:27  |
| 8.        | 「手」                                                    | 山内総一郎   | 山内総一郎   | 4:33  |
| 9.        | 「光あれ」(小林武史によるプロデュース)                    | 山内総一郎   | 山内総一郎   | 4:48  |
| 合計時間: | 合計時間:                                                 | 合計時間:    | 合計時間:    | 35:58 |

## 楽曲解説
LOVE YOU
インスト楽曲。アルバム発売に伴うワンマンツアーでは1曲目として生演奏され、その後のイベントやワンマンライブでは入場SEとして多く使用されている。
赤い果実
コラボレーション第一弾として、JUJUとコラボレーションした楽曲。コラボレーションに至った経緯は、2020年にリリースされたJUJUのカヴァーアルバム『俺のRequest』にフジファブリックの楽曲「手紙」を収録したことを受け、JUJUの日（10月10日）に行われたオンラインライブに山内がゲスト参加したことで親交を深めたことから由来している。また、前述のライブが行われたその日に楽曲制作に着手し始めた。
たりないすくない
コラボレーション第二弾として、幾田りらとコラボレーションした楽曲。
あなたの知らない僕がいる
コラボレーション第三弾として、秦基博とコラボレーションした楽曲。